# Louis de Froidour
Louis de Froidour, seigneur de Cerizy (vers 1625 - 1685) est né à La Fère en Picardie dans l'Aisne vers 1625. 
C'était un très bon connaisseur des affaires forestières qui organisa un vaste inventaire de l'exploitation forestière dans les années 1660. Lieutenant général des Eaux & Forêts à 26 ans, en 1651, il est nommé en 1666 Commissaire réformateur par Colbert, quand de nombreux décrets et édits paraissent en faveur des bois de marine, qui l'amènent à arpenter les Pyrénées et l'Auvergne. Après la mort de Colbert, son rôle est de seconder Michel Chamillart, ministre et secrétaire d'État à la guerre. 

## Le triste bilan de 1661 sur la forêt française

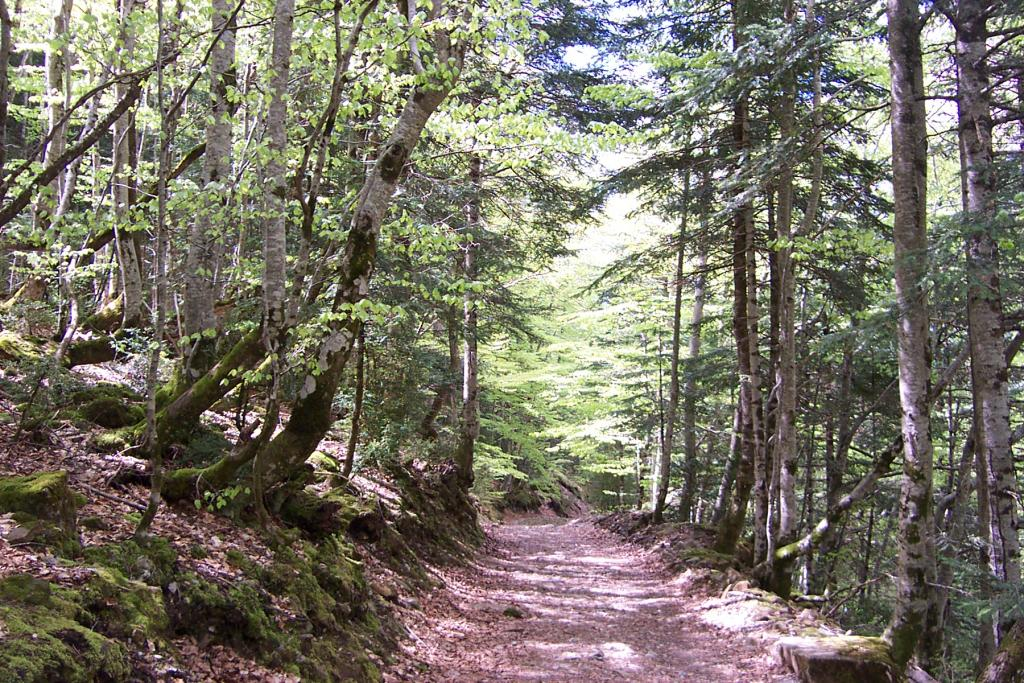
Forêt pyrénéenne

D'origine picarde, écuyer du roi, seigneur de Cerizy, lieutenant civil et criminel au bailliage de Marle et de La Fère, Louis de Froidour naît à La Fère dans l'Aisne dans le premier quart du XVIIe siècle.
En 1651, il entre au service forestier comme « Conseiller lieutenant général des eaux et forêts » de Marle.
Il est remarqué par M. de Choiseul qui lui accorde sa protection, et le recommande à Colbert. M. de Choiseul est, surintendant de la Marine, et souhaite développer la  marine royale en réformant la gestion des forêts du royaume. En 1661, Colbert venait d'être nommé Contrôleur général des Finances et son attention fut bientôt attirée sur l'état du domaine forestier du royaume. L'avocat général des Eaux et Forêts de France, le sieur Levassor, adressait, en effet, cette même année 1661, une lettre et un mémoire alarmants sur la situation forestière de la France.
Dès le mois d'octobre 1661, un arrêt du Conseil d'État prescrivit aux grands-maîtres de procéder d'urgence à une enquête sur les forêts royales soumises à leur gestion. Les résultats de ces investigations parurent insuffisants et, comme il importait de mettre un terme aux abus menaçant de tarir une des sources de la prospérité du pays, une Réformation Générale des Eaux et Forêts de France fut décidée dès novembre 1661 et confiée à des Commissaires réformateurs nommé par Colbert.

## Les cartes et le recensement des exploitations forestières
En 1666, Louis de Froidour est nommé par Colbert, Commissaire pour mener la Grande réformation dans le sud, notamment sur la grande-maîtrise de Toulouse. La tâche s'avère immense, car il doit recenser tous les titres de propriété et la façon dont ils sont utilisés, ce qui l'amène à découvrir de nombreuses preuves de concussion. Dans les Pyrénées et en Auvergne, des milliers de plans d'inventaire seront adressés à Colbert. Résultat, une instruction de Colbert aux Commissaires réformateurs sort en 1663, concernant les forêts appartenant au clergé, sur lesquelles le roi a désormais « droit de gruerie », ce qui permet de multiplier par vingt les recettes des forêts royales, passant de 50.323 livres en 1662 à 1,05 million de livres en vingt ans. 

## De lourdes amendes pour ses prédécesseurs à Toulouse
Le 3 mars 1666, le chevalier de Froidour reçoit des lettres de commission qui le désignent pour procéder, avec les intendants, à une réorganisation des forêts de la grande-maîtrise de Toulouse, de manière à en améliorer le rendement et à mettre le holà dans les habitudes que les habitants ont prises d'aller s'y servir librement en bois de construction et de chauffage. 
Arrivé à Toulouse le 8 août 1666, Froidour fit suspendre de leurs fonctions ses deux coprédécesseurs à la Maîtrise de Toulouse, qui se voient condamnés à de lourdes amendes. 
Il ne perdit pas de temps pour commencer ses tournées, puisqu'il prit la route des Pyrénées dès le 26 août 1666. Il se rend sur place, accompagné de son ami procureur et d'une bonne garde et fait établir un état des forêts royales et des droits locaux, en essayant d'établir une nouvelle répartition pour servir aussi bien les besoins des arsenaux de la Marine que les besoins locaux. Son objectif est d'améliorer le rendement et notamment de rompre avec les droits locaux qui permettent aux habitants de s'y servir librement en bois de construction et de chauffage. Fréquemment, les cochons de paysans sans terre vivaient de manière semi-sauvage dans la forêt communale ou royale où ils se nourrissaient de glands et de jeunes pousses, ce qui entraînait sa déforestation. Les communautés villageoises des Pyrénées avaient également l'habitude de déforester pour créer de nouveaux pâturages ou pour en vendre le bois et contribuer ainsi aux besoins collectifs. 
De plus, en Ariège, une activité locale de production de fer, très atomisée avec des forges "à la catalane", y consomme également une énorme quantité de bois, sous forme de charbon de bois, à défaut de charbon de terre et de hauts-fourneaux. De plus, la consommation est anarchique, et le domaine boisé est donc globalement mis en danger. L'exploitation des plus beaux arbres destinés à la mâture peut entrainer le sacrifice de clairières entières. 
Il s'enquiert des nombreux droits des communes et des seigneuries, en fait une nouvelle répartition garantissant tant les approvisionnements des arsenaux de la Marine que la satisfaction des besoins locaux. 
Il rédige en 1668 une « Instruction sur les ventes des bois du Roy », puis un imposant guide à l'usage des préposés forestiers, ouvrages qui font autorité pendant plus d'un siècle et lance les bases d'une gestion raisonnée qui sera à la base des techniques de l'office national des Forêts. Des coupes raisonnées tous les 20 ans permettent de produire de façon optimale, tout en laissant les plus beaux arbres de mâture, soigneusement marqués et identifiés, qui peuvent devenir centenaires. Il systématise le replantage des forêts abattues. 
Henri Louis Duhamel du Monceau et Buffon prendront sa suite pour tenter d'appliquer de nouveaux procédés scientifiques, destinés à améliorer les techniques forestières. 
Son successeur, Étienne-François Dralet, sous l'Empire, dira qu'il a sauvé la forêt pyrénéenne. 

## L'instigateur de l’ordonnance de 1669
L’ordonnance de 1669, pour la rédaction de laquelle Colbert s'appuie sur lui, divise le domaine forestier en 18 "grandes maîtrises" et 134 maîtrises. L’édit d’avril 1667 est alors appliqué, portant suppression des anciens offices de Grands maîtres et réductions du nombre d’officiers des maîtrises particulières à un maître particulier (caractérisé par son épée), un lieutenant (caractérisé par sa longue robe), un procureur du Roi particulier (caractérisé par sa longue robe).
Cette Ordonnance est considérée comme le premier véritable code forestier protégeant non seulement les forêts royales, mais encore les forêts des ecclésiastiques et des particuliers. Elle met en place une conduite forestière ainsi qu'un règlement d'exploitation, enregistrés le 13 août 1669, dans un lit de justice par le Parlement de Paris. Divisée en 32 titres, elle fixe également les attributions des autorités administratives en la matière, et les règles de police spéciale ainsi que les peines encourues (dans le dernier titre).

## Au Pays basque, en Ariège et dans le Tarn, un regard critique sur la surexploitation
Ses conclusions lors de la visite en 1666 de la forêt domaniale de la Grésigne, dans le Tarn qui était alors la plus grande des forêts de la Maîtrise de Toulouse sont sans appel : exploitation anarchique par les riverains et exactions des ateliers de merrain clandestins. Selon Froidour, la forêt n’apporte aucun profit au roi, compte tenu de son enclavement qui rend impossible son utilisation pour la marine de Colbert par exemple, mais profite au contraire aux populations locales qui en usent et en abusent comme leur propre bien. Une canalisation de la rivière, pour la désenclaver, sera proposée mais bien plus tard, en 1748.
L’industrie verrière nécessite la présence de bois en quantité et les verriers se sont généreusement servis à la Grésigne selon Froidour. En 1666, la forêt compte quatre verreries, de petits ateliers où exerçaient quatre à cinq membres de familles nobles, selon la tradition corporative.
Il visita aussi la Soule, au Pays basque, en octobre novembre 1672 et rédigea des comptes-rendus de ses visites dans les forêts, et le « Mémoire du Pays de Soule », une présentation générale de la province, au regard affûté, qui relève des « bois et espèces mal plantés » et des « bois ruinés par l'exploitation qui en est faite ».
Froidour n'est resté que quelques jours mais son sens de l'observation, sa curiosité font de son mémoire un témoignage précis et particulièrement intéressant sur la Soule à la fin du XVIIe siècle. Il note que le jambon de Soule était appelé jambon de Bayonne parce qu'il était exporté par le port de Bayonne.
Il crée une nouvelle Maîtrise des Forêts à Pamiers,. 
Colbert le nomme « Grand maître enquêteur général et réformateur » à Toulouse en 1673, en remerciement des services rendus, la réformation étant considérée comme définitivement acquise.

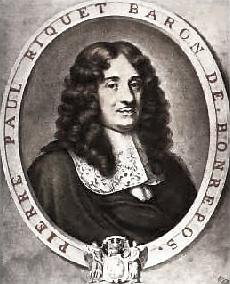
Pierre-Paul Riquet, promoteur du Canal du Midi

Au début, homme du nord, il aura un peu de mal avec les pyrénéens, mais ne répugnant pas à la bonne chère ou un joli sourire féminin, ceux-ci surent trouver le chemin de son cœur, qui finira par devenir leur premier avocat, ayant en particulier compris que le respect des traités locaux de lies et passeries était une condition essentielle de la survie de communautés montagnardes. 
Atteint de goutte, il occupe la charge jusqu'à sa mort le 11 octobre 1685.
Il est enterré à Toulouse dans la cathédrale Saint-Etienne de Toulouse, à côté de son ami Pierre-Paul Riquet, promoteur du canal du Midi, au pied du pilier d'Orléans, sans que son nom soit toutefois indiqué sur une plaque.